# Heliconiíneos
Heliconiíneos (cientificamente denominados Heliconiinae) são uma subfamília de insetos da ordem Lepidoptera e da família Nymphalidae, classificada por William John Swainson no ano de 1822 e composta por um grupo variável de espécies de borboletas amplamente distribuídas pelas regiões de clima tropical da Terra, com uma tribo, Argynnini, encontrando o seu principal centro de espécies na região holoártica. Muitos Heliconiinae das tribos Heliconiini e Acraeini retiram ou sintetizam glicosídeos cianogênicos de suas plantas-alimento, que os tornam desagradáveis à predação e fazem-nos adquirir uma coloração aposemática; os fazendo atuar como miméticos müllerianos ou como modelos para espécies batesianas palatáveis.

## Classificação científica: tribos de Heliconiinae
As borboletas da subfamília Heliconiinae estão divididas em quatro tribos:
- Tribo Acraeini (ex família Acraeidae[3][4] ou subfamília Acraeinae[5]). Borboletas da região afro-tropical, região indo-malaia e Oceania, apenas com o gênero Actinote na região neotropical das Américas.[1][6]
- Tribo Argynnini. Borboletas encontradas principalmente no holoártico, com poucas espécies na região neotropical, região afro-tropical, região indo-malaia e Oceania.[1]
- Tribo Heliconiini (ex família Heliconidae[7][8][9]). Borboletas quase exclusivamente restritas à região neotropical das Américas.[1]
- Tribo Vagrantini. Borboletas da região afro-tropical e principalmente da região indo-malaia e Oceania, sem gêneros nas regiões neotropical e neoártica das Américas.[1]

## Galeria de fotos e ilustrações

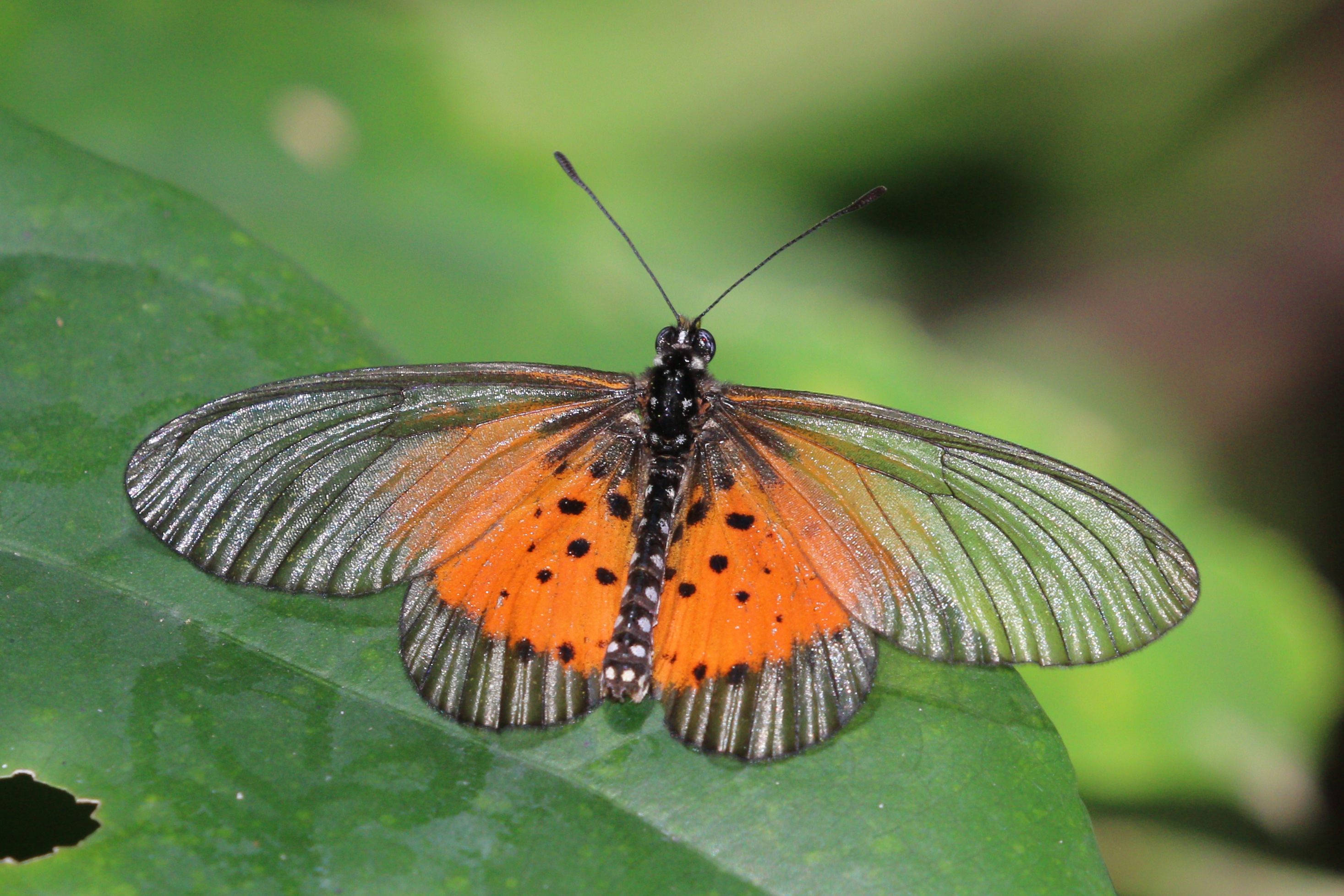
Fotografia da borboleta Acraea quirina. Muitos Acraeini deste gênero, quase todo africano, apresentam asas em laranja ou abóbora; com algumas espécies, como esta, apresentando asas com áreas translúcidas.
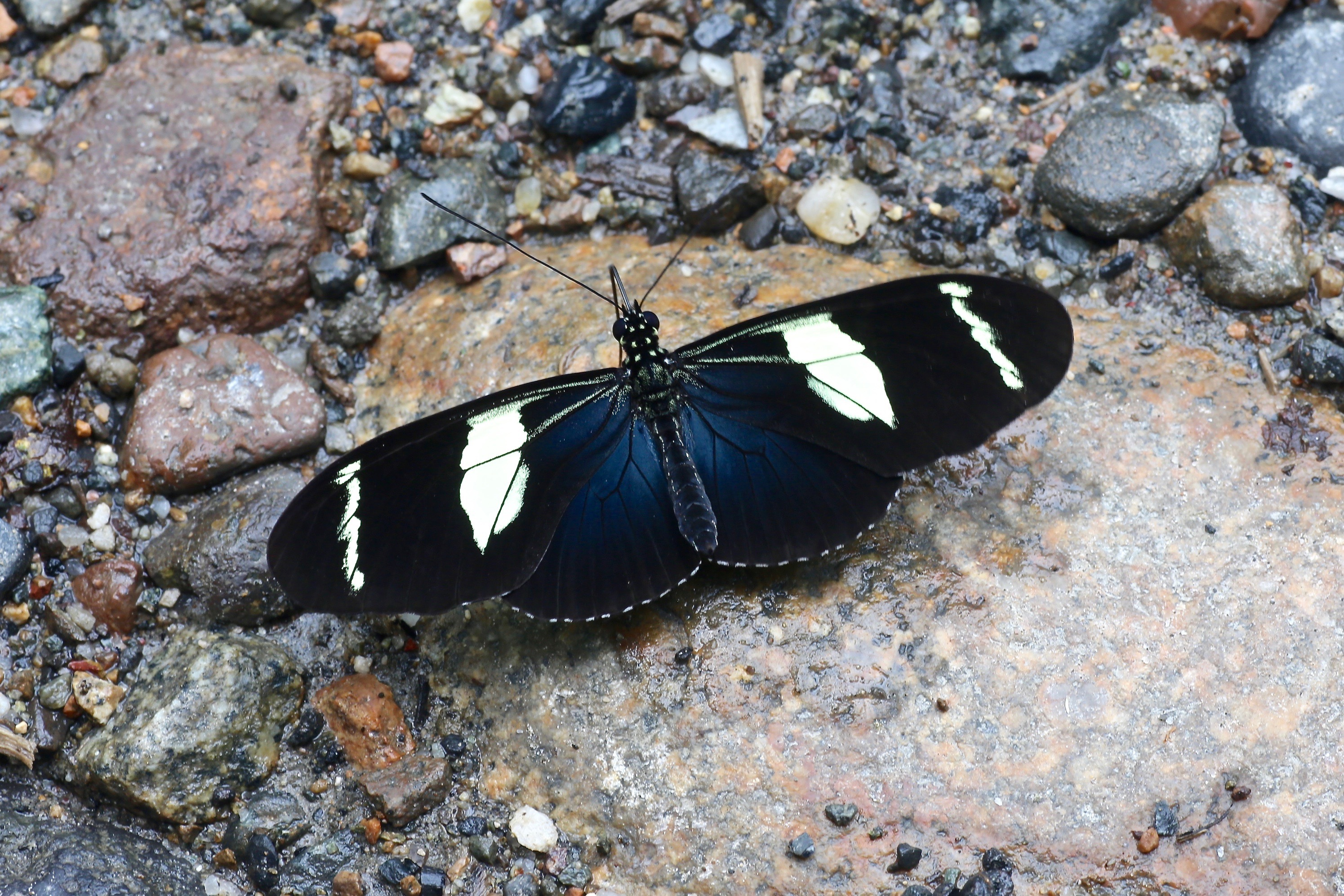
Fotografia da borboleta sul-americana Heliconius wallacei. Dentre os Heliconiinae, as tribos Acraeini, Heliconiini e Vagrantini podem apresentar asas com reflexos metálicos em azul.
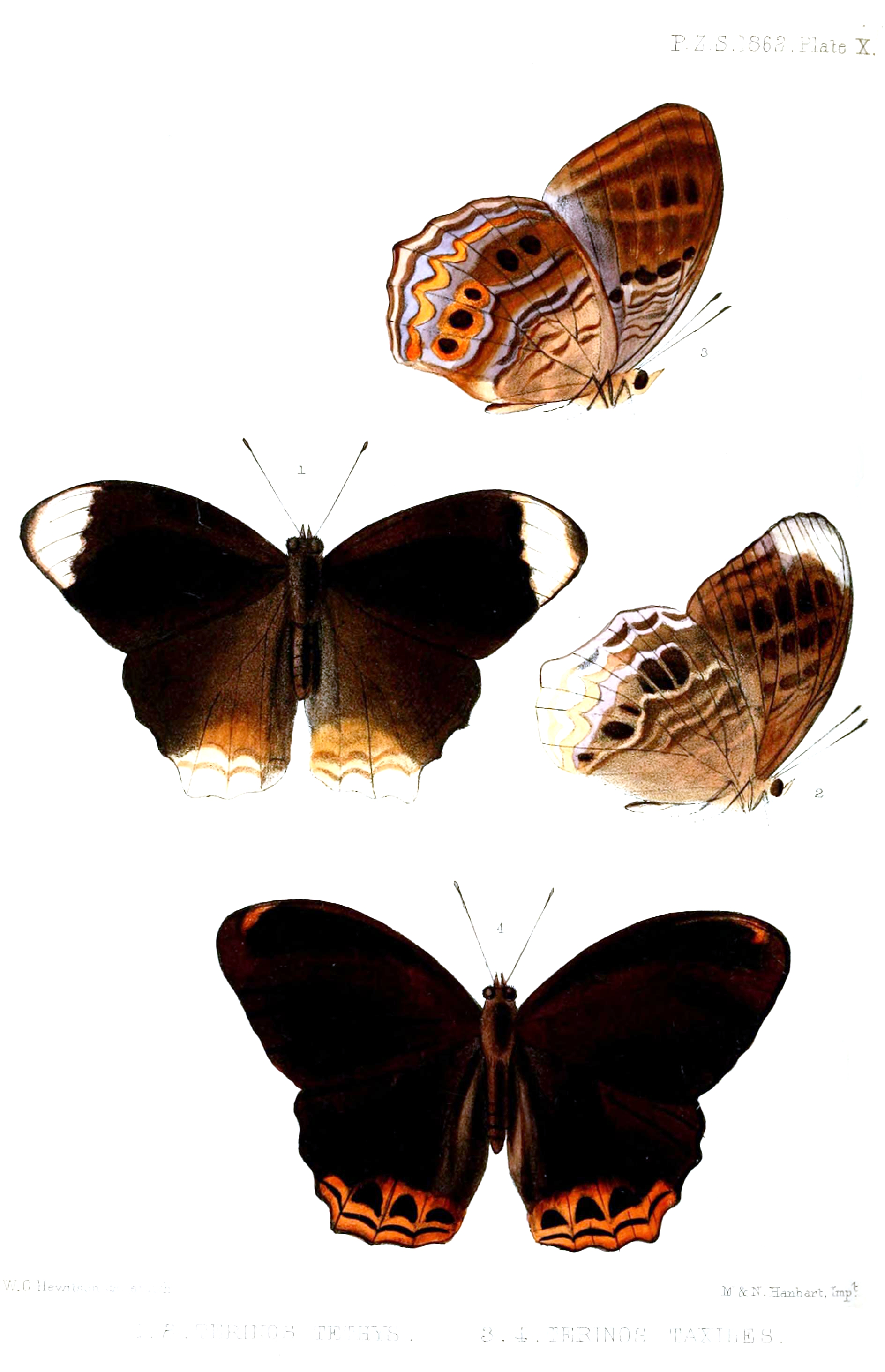
Ilustração publicada em 1863 com a vista superior e inferior de borboletas do gênero Terinos. Um grupo de espécies de Vagrantini com asas em púrpura-azulado, ou violeta, metálico.
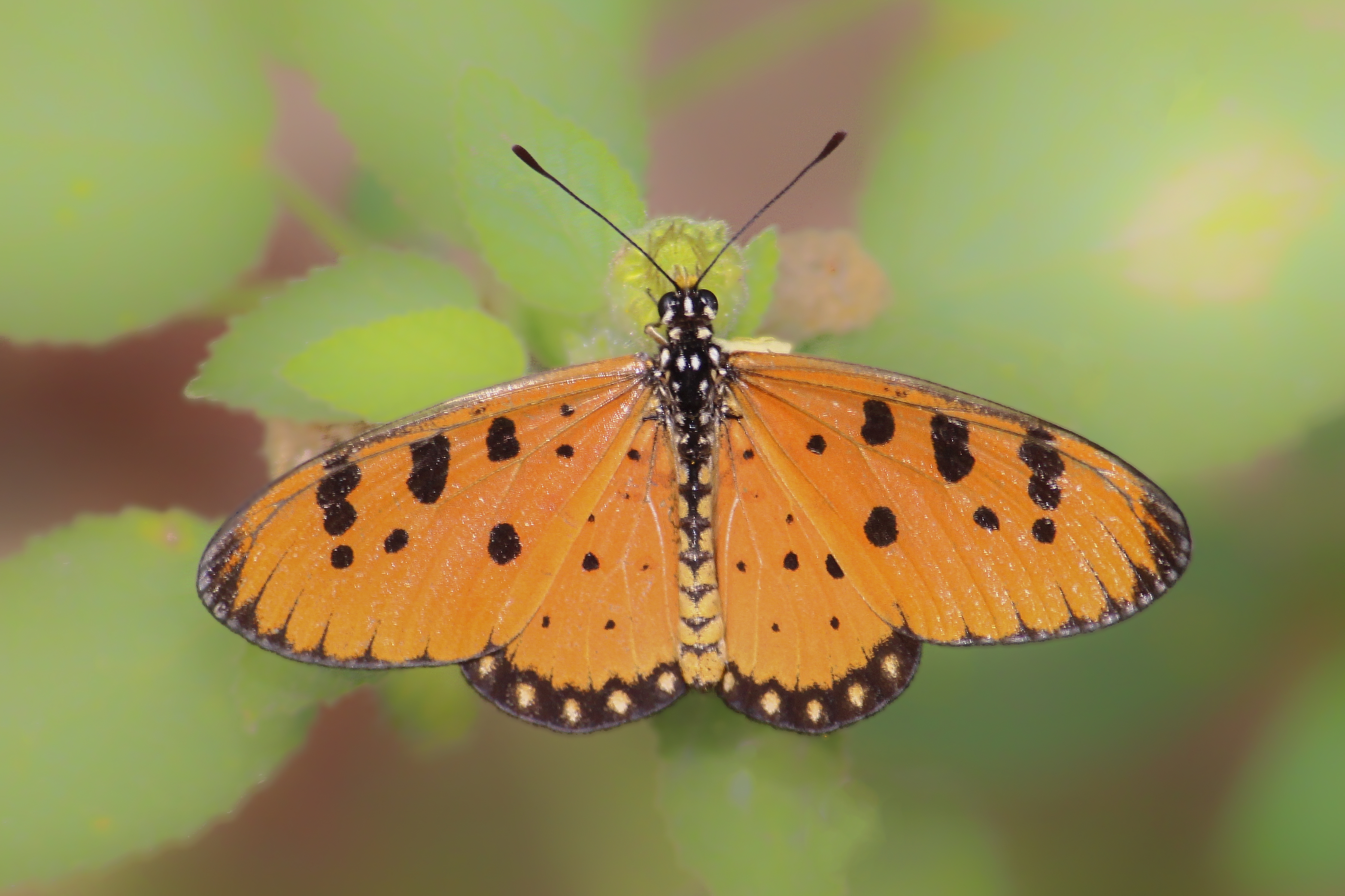
Fotografia da borboleta Acraea violae, um Acraeini da Índia e Sri Lanka.
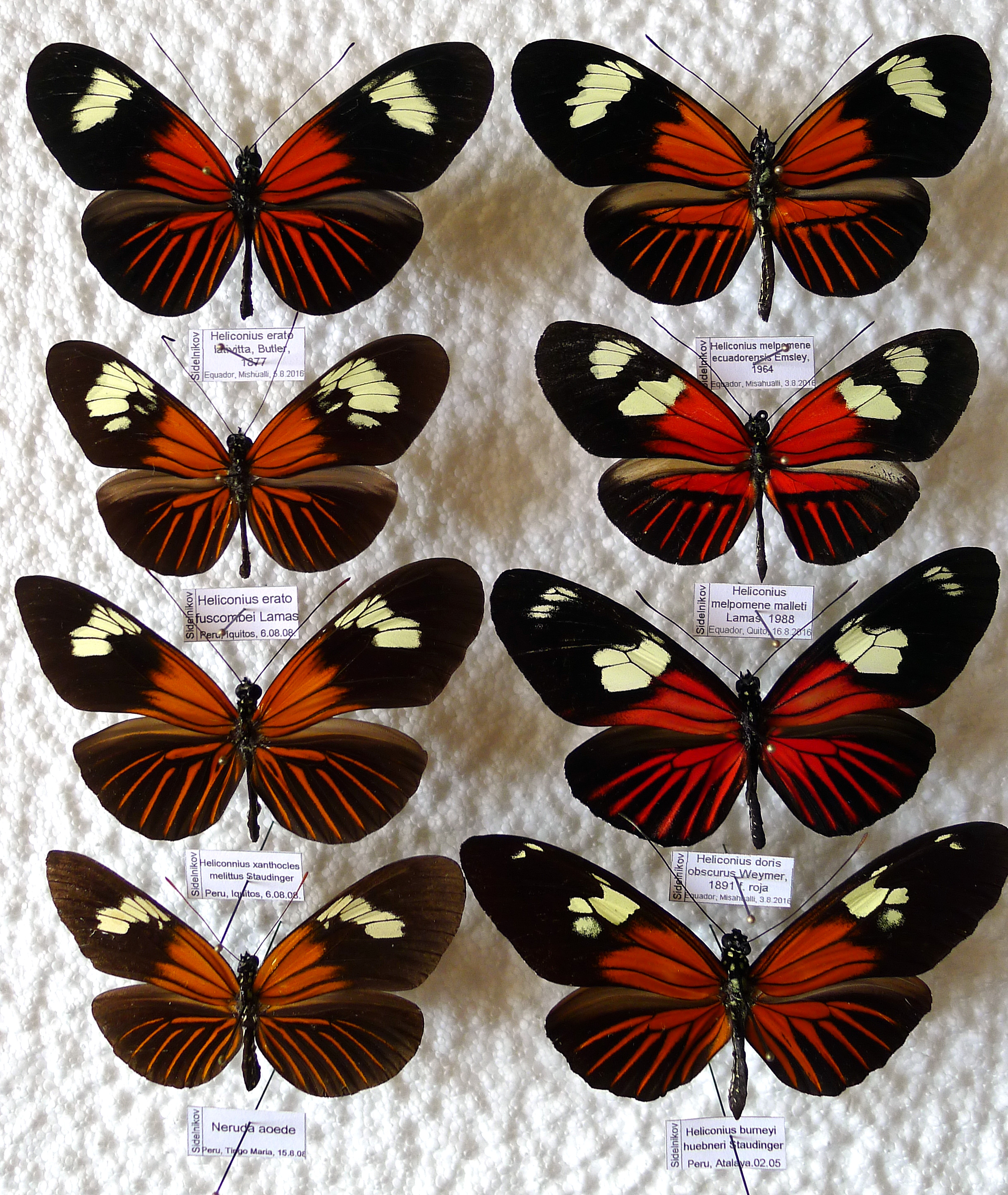
Esta foto apresenta relações de mimetismo mülleriano entre espécimes de borboletas Heliconiini dos gêneros Heliconius, Laparus e Neruda.
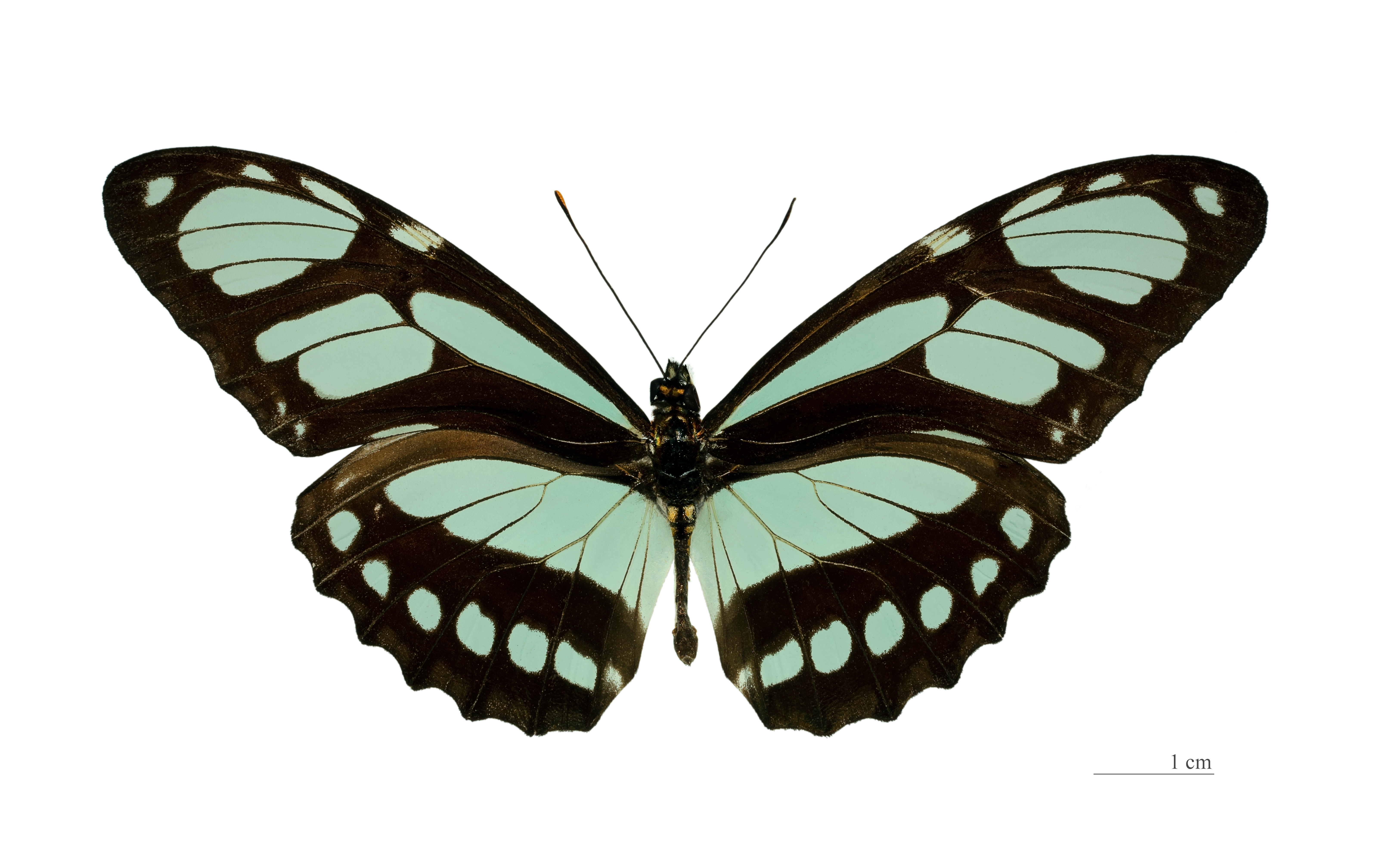
Fotografia de Philaethria pygmalion, vista superior. O gênero Philaethria apresenta borboletas Heliconiini com asas em verde ou verde-azuladas.
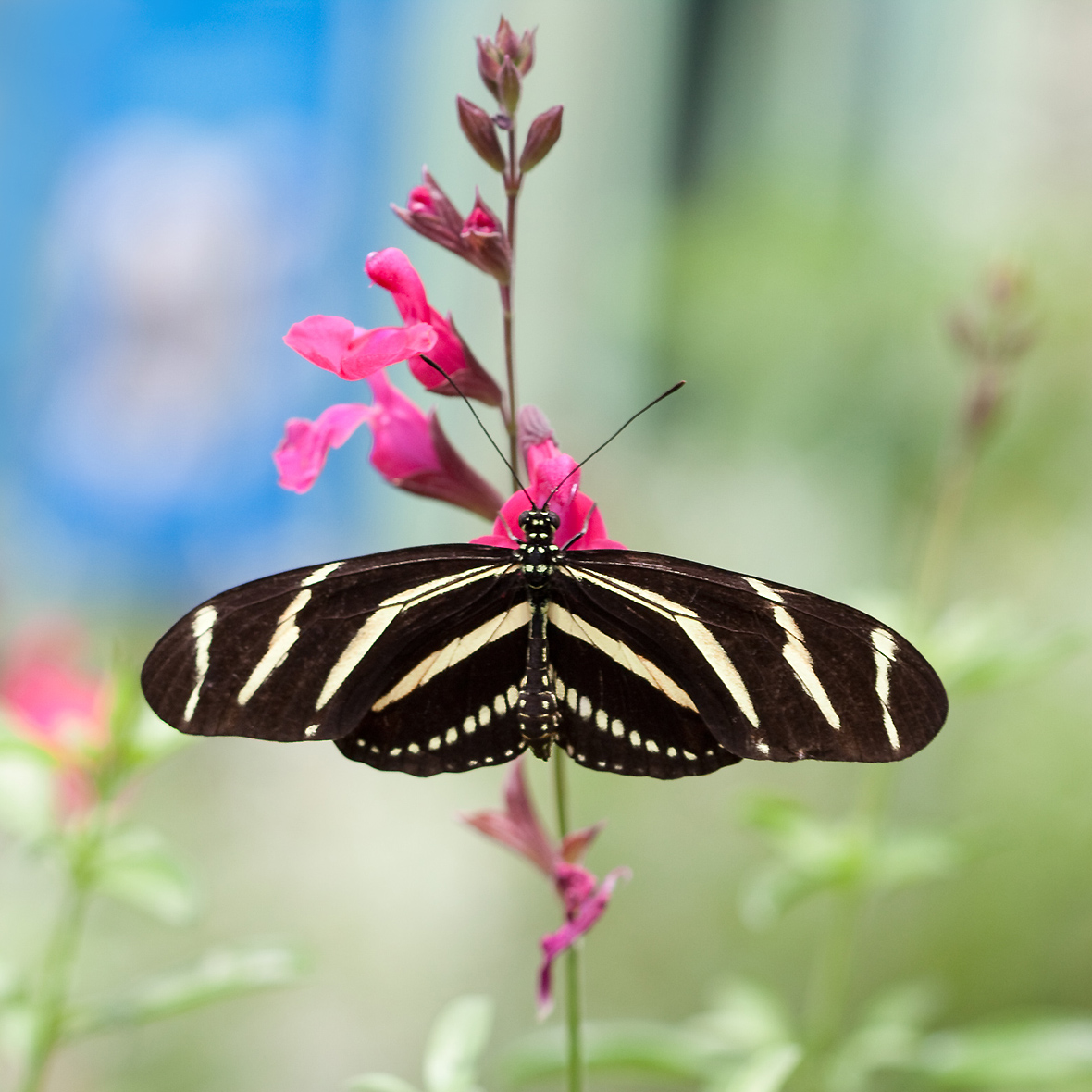
Fotografia de Heliconius charithonia, vista superior. Esta borboleta Heliconiini atinge o sul dos Estados Unidos em sua distribuição geográfica.
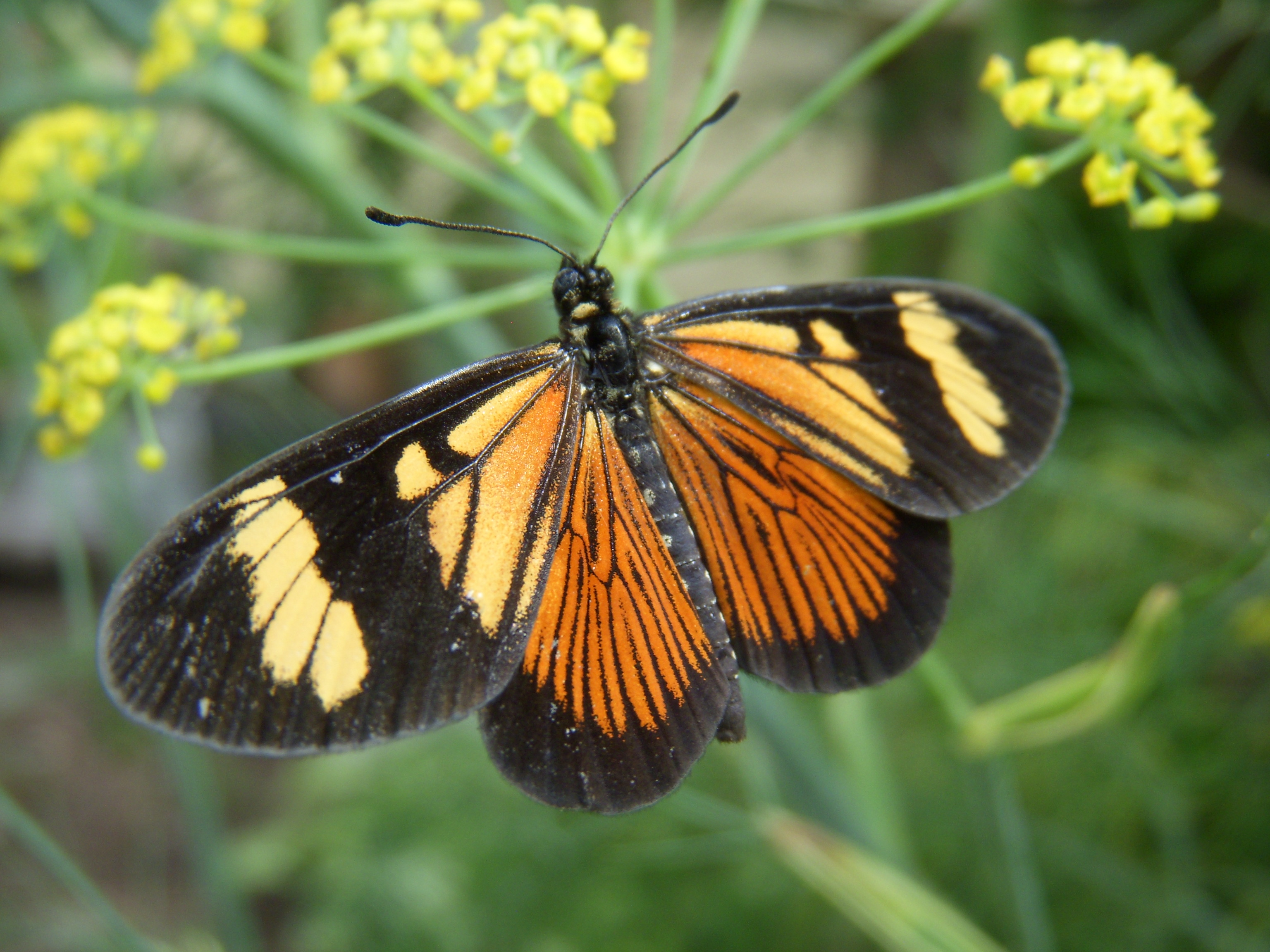
Um Acraeini sul-americano do gênero Actinote, espécie Actinote pyrrha. Como exemplos de mimetismo entre essas borboletas e outras espécies, citam-se o Heliconiini Eueides pavana[11][12] e a fêmea do Pieridae Dismorphia melia.